# Johann Ulich
Johann Ulich, född 1634, död 1712, kyrkomusiker i Torgau och Wittenberg. Ulich har bland annat komponerat koralen till nr 472 i Den svenska psalmboken 1986: Jag vill sjunga om min vän.

## Fotnoter
1. ↑  hymnary.org, Calvin Theological Seminary och Christian Classics Ethereal Library, Hymnary.org-ID: Ulich_Johann, läst: 9 oktober 2017.[källa från Wikidata]
2. ↑  Gemeinsame Normdatei, läst: 23 december 2014.[källa från Wikidata]
3. ↑  Discogs, Discogs artist-ID: 5318072, läst: 9 oktober 2017.[källa från Wikidata]
4. ↑  Gemeinsame Normdatei, läst: 31 december 2014.[källa från Wikidata]